# Annika Sörenstam
Annika Sörenstam (Estocolm, 9 d'octubre de 1970) és una exjugadora de golf sueca nacionalitzada nord-americana. Va ser número 1 mundial des de la dècada dels 1990 fins a finals de la dècada de 2000. És considerada una de les millors golfistes de la història. Sörenstam va guanyar 93 tornejos de golf al llarg de la seva carrera i és la dona amb més victòries al circuit professional de golf. D'aquests, 72 van ser en el LPGA Tour, inclosos deu victòries als majors. Encapçala la llista de diners guanyats al llarg de la seva carrera de la LPGA amb guanys de més de 22 milions de dòlars.
Va guanyar deu tornejos majors: l'Obert dels Estats Units Femení de 1995, 1996 i 2006, el Campionat de la LPGA de 2003, 2004 i 2005, el Campionat Kraft Nabisco de 2001, 2002 i 2005 i l'Obert Britànic de l'any 2003. A més, va aconseguir sis segons llocs, 23 top 5 i 31 top 10 en els tornejos 'majors'.
Altres victòries destacades de Sörenstam van ser en el Masters Evian de 2000 i 2002, el Masters d'Austràlia de 1995, 2002 i 2004, l'Obert d'Austràlia de 1994, la Copa Mundial de Golf de 2006, l'Obert d'Escandinàvia de 1997, 1998, 2002, 2004, 2005 i 2006 i el Mizuno Classic de 2001, 2002, 2003, 2004 i 2005.
D'altra banda, va jugar la Copa Solheim entre 1994 i 2007 amb la selecció europea. Va aconseguir 24 punts en 37 partits, el que la col·loca segona en l'historial europeu per darrere de Laura Davies. Va ser capitana de la selecció internacional de la Copa Lexus entre 2005 i 2008, aconseguint 8,5 punts en 12 partits.

## Carrera esportiva
Encara que el primer esport que va practicar va ser el tenis, imitant al seu ídol Björn Borg, en la seva adolescència va començar a decantar-se pel golf. L'any 1988, la campiona de golf sueca Pia Nilsson es converteix en la seva entrenadora, l'any 1991 es trasllada a l'escola de golf de la Universitat d'Arizona i debuta en el circuit professional l'any 1992.
L'any 1994 va disputar la seva primera temporada completa en el LPGA Tour, on va acabar en el lloc 39 i va ser nomenada Novençana de l'Any. Va liderar la llista de guanys en vuit temporades: 1995, 1997, 1998, 2001, 2002, 2003, 2004, 2005, obtenint el premi a Golfistes de l'Any en totes elles. A més, va resultar segona l'any 2000, tercera en 1996 i 2006, i quarta en 1999 i 2008. També va guanyar vuit vegades el Trofeu Vare a menor mitjana de cops, sis de les quals va aconseguir baixar els 70 cops.
L'any 1997 va aconseguir sis triomfs i cinc segons llocs en 22 tornejos. L'any 2001 va aconseguir vuit victòries i sis segons llocs. L'any 2002 va vèncer en onze tornejos, va ser segona en dues i va acabar tercera en altres dues aparicions de 22. L'any 2003 va acumular sis victòries i quatre segons llocs en 17 tornejos. L'any 2004 va guanyar vuit vegades i va ser segona en quatre oportunitats. L'any 2005 va aconseguir deu victòries i dos segons llocs en 20 tornejos. Després de sofrir nombroses lesions, es va retirar en 2008.
En la segona ronda del torneig de Phoenix 2001, Sörenstam va marcar una targeta de 59 cops (13 sota parell), la primera dona a aconseguir aquest registre en un torneig oficial.
El 24 d'octubre de 2002 va guanyar el ADT Championship i va acabar la temporada del Circuit LPGA amb una mitjana de 68.7 cops, la marca més baixa de la història. Aquesta fou la seva cinquena victòria i la va portar al seu tercer premi de Jugadora de l'Any. Les seves 11 victòries no van aconseguir superar les 13 de Mickey Wright en 1963.
L'any 2003 va disputar el Colonial Invitational, la primera aparició d'una dona en un torneig masculí del PGA Tour des de Babe Zaharias l'any 1945, on no va superar el tall.
Es va retirar de la competició professional en 2008. Es va involucrar en el disseny de camps de golf.

## Vida personal

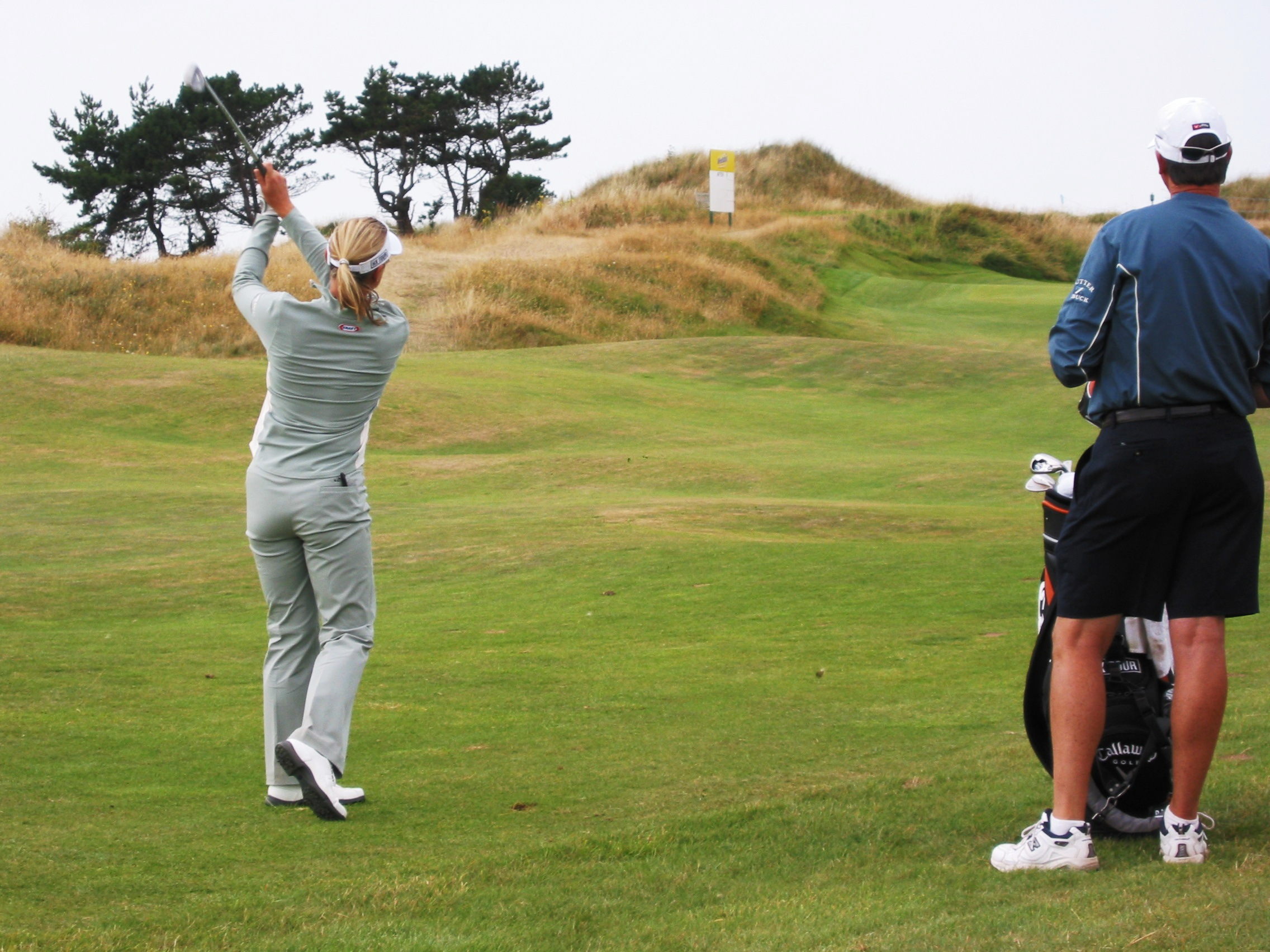
Sörenstam al Women's British Open 2005

Sörenstam ha estat descrita com atea. Va conèixer el seu primer marit David Esch el 1994 al camp de pràctiques del Moon Valley Country Club, Phoenix, Arizona, on era una debutant de la LPGA practicant per a un torneig i ell treballava per al club. Es van comprometre als Evian Masters de 1995, es van casar a Lake Tahoe el 4 de gener de 1997 i es van divorciar el 2005.
L'agost de 2007 es va comprometre amb Mike McGee, el director gerent de la marca de negocis ANNIKA i fill de l'exjugador de PGA Tour i Champions Tour Jerry McGee. Es van casar a Lake Nona Golf & Country Club a Orlando, Florida, el 10 de gener de 2009.
La seva filla Ava Madelyn McGee va néixer l'1 de setembre de 2009. El 21 de març de 2011, Sörenstam va donar a llum un fill, William Nicholas McGee, nou setmanes prematur.

## Tornejos majors
- Campionat Kraft Nabisco: 2001, 2002 i 2005.
- Campionat LPGA: 2003, 2004 i 2005.
- Obert dels Estats Units: 1995, 1996 i 2006.
- Obert Britànic: 2003.

## Premis i reconeixements
Sörenstam va ingressar en el Saló de la Fama del Golf Mundial l'any 2003 i va rebre el Premi Laureus a la millor esportista l'any 2004.
L'any 2009 va rebre la H. M. The King's Medal del congrés suec.
L'any 2015 es va convertir en una de les primeres dones sòcies de The Royal and Ancient Golf Club of St Andrews.
El 2 de desembre del 2020 va ser nomenada presidenta de la Federació Internacional de Golf, càrrec que ocupa des de l'1 de gener de 2021.
L'any 2020 va rebre la Medalla Presidencial de la Llibertat (condecoració atorgada pel President dels Estats Units que es considera la més alta condecoració civil que hi ha als Estats Units). A causa de la pandèmia del coronavirus, la cerimònia es va reprogramar i es va celebrar el 7 de gener de 2021.

## Victòries professionals (97)

### Victòries LPGA Tour (72)
| Llegenda                           |
| Campionats importants (10)         |
| Altres victòries en Tour LPGA (62) |

| Núm. | Data        | Torneig                                        | Puntuació guanyadora  | Marge de victòria | Subcampió(ns)                                                        |
| ---- | ----------- | ---------------------------------------------- | --------------------- | ----------------- | -------------------------------------------------------------------- |
| 1    | 16 Jul 1995 | U.S. Women's Open                              | −2 (67-71-72-68=278)  | 1 cop             | Meg Mallon                                                           |
| 2    | 24 Sep 1995 | GHP Heartland Classic                          | −10 (69-67-70-72=278) | 10 cops           | Jan Stephenson                                                       |
| 3    | 15 Oct 1995 | Samsung World Championship of Women's Golf     | −6 (72-69-71-70=282)  | Playoff           | Laura Davies                                                         |
| 4    | 2 Jun 1996  | U.S. Women's Open (2)                          | −8 (70-67-69-66=272)  | 6 cops            | Kris Tschetter                                                       |
| 5    | 13 Oct 1996 | CoreStates Betsy King Classic                  | −18 (66-69-67-68=270) | 8 cops            | Laura Davies                                                         |
| 6    | 20 Oct 1996 | Samsung World Championship of Women's Golf (2) | −14 (66-69-69-70=274) | 1 cop             | Helen Alfredsson                                                     |
| 7    | 12 Jan 1997 | Chrysler-Plymouth Tournament of Champions      | −16 (72-66-68-66=272) | 4 cops            | Karrie Webb                                                          |
| 8    | 22 Feb 1997 | Cup Noodles Hawaiian Ladies Open               | −10 (67-66-73=206)    | 1 cop             | Meg Mallon                                                           |
| 9    | 6 Apr 1997  | Longs Drugs Challenge                          | −3 (73-68-71-73=285)  | Playoff           | Pam Kometani                                                         |
| 10   | 1 Jun 1997  | Michelob Light Classic                         | −11 (70-69-66-72=277) | 3 cops            | Hiromi Kobayashi                                                     |
| 11   | 5 Oct 1997  | CoreStates Betsy King Classic                  | −14 (70-67-68-69=274) | 2 cops            | Kelly Robbins                                                        |
| 12   | 23 Nov 1997 | ITT LPGA Tour Championship                     | −11 (72-68-67-70=277) | Playoff           | Lorie Kane Pat Hurst                                                 |
| 13   | 7 Jun 1998  | Michelob Light Classic (2)                     | −8 (67-73-68=208)     | Playoff           | Donna Andrews                                                        |
| 14   | 28 Jun 1998 | ShopRite LPGA Classic                          | −17 (66-65-65=196)    | 4 cops            | Juli Inkster                                                         |
| 15   | 19 Jul 1998 | JAL Big Apple Classic                          | −19 (67-66-65-67=265) | 8 cops            | Joan Pitcock                                                         |
| 16   | 13 Sep 1998 | Safeco Classic                                 | −15 (68-70-67-68=273) | 5 cops            | Laura Davies Patty Sheehan                                           |
| 17   | 11 Jul 1999 | Michelob Light Classic (2)                     | −10 (68-72-68-70=278) | Playoff           | Tina Barrett                                                         |
| 18   | 3 Oct 1999  | New Albany Golf Classic                        | −19 (68-66-69-66=269) | 3 cops            | Mardi Lunn                                                           |
| 19   | 13 Mar 2000 | Welch's/Circle K Championship                  | −19 (67-68-67-67=269) | Playoff           | Pat Hurst                                                            |
| 20   | 21 May 2000 | Firstar LPGA Classic                           | -19 (66-65-66=197)    | 1 cop             | Cristie Kerr Karrie Webb                                             |
| 21   | 17 Jun 2000 | Evian Masters1                                 | −12 (70-68-70-68=276) | Playoff           | Karrie Webb                                                          |
| 22   | 9 Jul 2000  | Jamie Farr Kroger Classic                      | −10 (70-67-66-71=274) | Playoff           | Rachel Hetherington                                                  |
| 23   | 16 Jul 2000 | Japan Airlines Big Apple Classic               | −7 (69-65-72=206)     | 1 cop             | Rosie Jones                                                          |
| 24   | 11 Mar 2001 | Welch's/Circle K Championship (2)              | −23 (65-68-67-65=265) | 6 cops            | Se Ri Pak Michelle McGann Laura Diaz Dottie Pepper                   |
| 25   | 18 Mar 2001 | Standard Register PING                         | −27 (65-59-69-68=261) | 2 cops            | Se Ri Pak                                                            |
| 26   | 25 Mar 2001 | Nabisco Championship                           | −7 (72-70-70-69=281)  | 3 cops            | Karrie Webb Janice Moodie Dottie Pepper Akiko Fukushima Rachel Teske |
| 27   | 14 Apr 2001 | The Office Depot                               | −6 (71-73-66=210)     | Playoff           | Mi Hyun Kim                                                          |
| 28   | 6 May 2001  | Chick-fil-A Charity Championship               | −13 (70-66-67=203)    | Playoff           | Sophie Gustafson                                                     |
| 29   | 19 Aug 2001 | Bank of Montreal Canadian Women's Open         | −16 (71-68-64-69=272) | 2 cops            | Kelly Robbins                                                        |
| 30   | 28 Oct 2001 | Cisco World Ladies Match Play Championship     | 1 up                  | 1 up              | Se Ri Pak                                                            |
| 31   | 4 Nov 2001  | Mizuno Classic2                                | −13 (66-67-70=203)    | 3 cops            | Laura Davies                                                         |
| 32   | 2 Mar 2002  | LPGA Takefuji Classic                          | −14 (64-66-66=196)    | Playoff           | Lorie Kane                                                           |
| 33   | 31 Mar 2002 | Kraft Nabisco Championship (2)                 | −8 (70-71-71-68=280)  | 1 cop             | Liselotte Neumann                                                    |
| 34   | 12 May 2002 | Aerus Electrolux USA Championship              | −17 (65-72-70-64=271) | 1 cop             | Pat Hurst                                                            |
| 35   | 2 Jun 2002  | Kellogg-Keebler Classic                        | −21 (63-67-65=195)    | 11 cops           | Michele Redman Mhairi McKay Danielle Ammaccapane                     |
| 36   | 15 Jun 2002 | Evian Masters1                                 | −19 (68-67-65-69=269) | 4 cops            | Maria Hjorth Mi Hyun Kim                                             |
| 37   | 30 Jun 2002 | ShopRite LPGA Classic (2)                      | −12 (68-67-66=201)    | 3 cops            | Carin Koch Kate Golden                                               |
| 38   | 8 Sep 2002  | Williams Championship                          | −11 (68-66-65=199)    | 4 cops            | Lorie Kane                                                           |
| 39   | 15 Sep 2002 | Safeway Classic                                | −17 (69-62-68=199)    | 1 cop             | Kate Golden                                                          |
| 40   | 6 Oct 2002  | Samsung World Championship                     | −22 (66-67-68-65=266) | 6 cops            | Cristie Kerr                                                         |
| 41   | 10 Nov 2002 | Mizuno Classic2 (2)                            | −15 (69-65-67=201)    | 2 cops            | Grace Park                                                           |
| 42   | 24 Nov 2002 | ADT Championship (2)                           | −13 (67-70-70-68=275) | 3 cops            | Rachel Teske                                                         |
| 43   | 6 Apr 2003  | The Office Depot Championship                  | −5 (68-72-71=211)     | 4 cops            | Se Ri Pak Pat Hurst Heather Bowie                                    |
| 44   | 1 Jun 2003  | Kellogg-Keebler Classic                        | −17 (62-66-71=199)    | 3 cops            | Mhairi McKay                                                         |
| 45   | 8 Jun 2003  | McDonald's LPGA Championship                   | −6 (70-64-72-72=278)  | Playoff           | Grace Park                                                           |
| 46   | 3 Aug 2003  | Weetabix Women's British Open1                 | −10 (68-72-68-70=278) | 1 cop             | Se Ri Pak                                                            |
| 47   | 28 Sep 2003 | Safeway Classic (2)                            | −15 (67-68-66=201)    | 1 cop             | Beth Daniel                                                          |
| 48   | 9 Oct 2003  | Mizuno Classic2 (3)                            | −24 (63-63-66=192)    | 9 cops            | Grace Park Se Ri Pak Sophie Gustafson                                |
| 49   | 21 Mar 2004 | Safeway International                          | −18 (67-65-68-70=270) | 4 cops            | Cristie Kerr                                                         |
| 50   | 4 Apr 2004  | Office Depot Championship                      | −9 (68-70-69=207)     | 3 cops            | Ashli Bunch Meg Mallon                                               |
| 51   | 30 May 2004 | LPGA Corning Classic                           | −18 (65-67-70-68=270) | 2 cops            | Vicki Goetze-Ackerman Michelle Estill                                |
| 52   | 13 Jun 2004 | McDonald's LPGA Championship (2)               | −13 (68-67-64-72=271) | 3 cops            | Shi Hyun Ahn                                                         |
| 53   | 12 Sep 2004 | John Q. Hammons Hotel Classic                  | −9 (66-68-70=204)     | 4 cops            | Shi Hyun Ahn                                                         |
| 54   | 17 Oct 2004 | Samsung World Championship                     | −18 (66-68-69-67=270) | 3 cops            | Grace Park                                                           |
| 55   | 7 Nov 2004  | Mizuno Classic2 (4)                            | −22 (62-66-65=194)    | 9 cops            | Michie Ohba Grace Park Ai Miyazato                                   |
| 56   | 21 Nov 2004 | ADT Championship (3)                           | −13 (66-68-72-69=275) | Playoff           | Cristie Kerr                                                         |
| 57   | 6 Mar 2005  | MasterCard Classic                             | −7 (70-71-68=209)     | 3 cops            | Karrie Webb                                                          |
| 58   | 20 Mar 2005 | Safeway International                          | −11 (66-69-72-70=277) | Playoff           | Lorena Ochoa                                                         |
| 59   | 27 Mar 2005 | Kraft Nabisco Championship (3)                 | −15 (70-69-66-68=273) | 8 cops            | Rosie Jones                                                          |
| 60   | 15 May 2005 | Chick-fil-A Charity Championship               | −23 (67-64-67-67=265) | 10 cops           | Candie Kung                                                          |
| 61   | 5 Jun 2005  | ShopRite LPGA Classic                          | −17 (67-65-64=196)    | 4 cops            | Juli Inkster                                                         |
| 62   | 12 Jun 2005 | McDonald's LPGA Championship (3)               | −11 (68-67-69-73=277) | 3 cops            | Michelle Wie                                                         |
| 63   | 18 Sep 2005 | John Q. Hammons Hotel Classic                  | −5 (68-67-73=208)     | 1 cop             | Paula Creamer                                                        |
| 64   | 16 Oct 2005 | Samsung World Championship                     | −18 (64-71-66-69=270) | 8 cops            | Paula Creamer                                                        |
| 65   | 6 Nov 2005  | Mizuno Classic2 (5)                            | −21 (64-67-64=195)    | 3 cops            | Jennifer Rosales                                                     |
| 66   | 20 Nov 2005 | ADT Championship (4)                           | −6 (69-70-74-69=282)  | 2 cops            | Soo-Yun Kang Michele Redman Liselotte Neumann                        |
| 67   | 12 Mar 2006 | MasterCard Classic (2)                         | −8 (67-71-70=208)     | 1 cop             | Helen Alfredsson Seon Hwa Lee                                        |
| 68   | 2 Jul 2006  | U.S. Women's Open (3)                          | E (69-71-73-71=284)   | Playoff           | Pat Hurst                                                            |
| 69   | 3 Sep 2006  | State Farm Classic                             | −19 (70-68-69-62=269) | 2 cops            | Cristie Kerr                                                         |
| 70   | 16 Feb 2008 | SBS Open at Turtle Bay                         | −10 (70-67-69=206)    | 2 cops            | Russy Gulyanamitta Laura Diaz Jane Park                              |
| 71   | 27 Apr 2008 | Stanford International Pro-Am                  | −8 (68-67-70-70=275)  | Playoff           | Paula Creamer                                                        |
| 72   | 11 May 2008 | Michelob ULTRA Open at Kingsmill               | −19 (64-66-69-66=265) | 7 cops            | Allison Fouch Karen Stupples Jeong Jang Christina Kim                |

Rècord de playoffs de la LPGA Tour (16–6)
| Núm | Any  | Torneig                                    | Oponent(s)                               | Resultat                                                               |
| --- | ---- | ------------------------------------------ | ---------------------------------------- | ---------------------------------------------------------------------- |
| 1   | 1995 | Samsung World Championship of Women's Golf | Laura Davies                             | Won with birdie on first extra hole                                    |
| 2   | 1997 | Longs Drugs Challenge                      | Pam Kometani                             | Won with par on second extra hole                                      |
| 3   | 1997 | ITT LPGA Tour Championship                 | Pat Hurst Lorie Kane                     | Won with par on third extra hole Hurst eliminated by par on first hole |
| 4   | 1998 | Michelob Light Classic                     | Donna Andrews                            | Won with birdie on second extra hole                                   |
| 5   | 1998 | First Union Betsy King Classic             | Rachel Hetherington                      | Lost to birdie on first extra hole                                     |
| 6   | 1999 | Valley of the Stars Championship           | Catrin Nilsmark                          | Lost to par on second extra hole                                       |
| 7   | 1999 | Michelob Light Classic                     | Tina Barrett                             | Won with birdie on third extra hole                                    |
| 8   | 2000 | LPGA Takefuji Classic                      | Karrie Webb                              | Lost to birdie on first extra hole                                     |
| 9   | 2000 | Welch's/Circle K Championship              | Pat Hurst                                | Won with birdie on second extra hole                                   |
| 10  | 2000 | Evian Masters1                             | Karrie Webb                              | Won with eagle on first extra hole                                     |
| 11  | 2000 | Jamie Farr Kroger Classic                  | Rachel Hetherington                      | Won with birdie on second extra hole                                   |
| 12  | 2001 | The Office Depot                           | Mi-Hyun Kim                              | Won with par on first extra hole                                       |
| 13  | 2001 | Chick-fil-A Charity Championship           | Sophie Gustafson                         | Won with par on second extra hole                                      |
| 14  | 2002 | LPGA Takefuji Classic                      | Lori Kane                                | Won with birdie on first extra hole                                    |
| 15  | 2002 | PING Banner Health                         | Rachel Teske                             | Lost to birdie on second extra hole                                    |
| 16  | 2003 | McDonald's LPGA Championship               | Grace Park                               | Won with par on first extra hole                                       |
| 17  | 2003 | Giant Eagle LPGA Classic                   | Lorie Kane Jennifer Rosales Rachel Teske | Teske won with birdie on third extra hole                              |
| 18  | 2004 | ADT Championship                           | Cristie Kerr                             | Won with bogey on first extra hole                                     |
| 19  | 2005 | Safeway International                      | Lorena Ochoa                             | Won with par on first extra hole                                       |
| 20  | 2006 | U.S. Women's Open                          | Pat Hurst                                | Won 18-hole playoff (Sörenstam:70, Hurst:74)                           |
| 21  | 2007 | MasterCard Classic                         | Meaghan Francella                        | Lost to birdie on fourth extra hole                                    |
| 22  | 2008 | Stanford International Pro-Am              | Paula Creamer                            | Won with par on first extra hole                                       |

Les majors LPGA es mostren en negreta.
Nota: Sörenstam va guanyar el Bank of Montreal Canadian Women's Open (anteriorment du Maurier Classic) una vegada després que ja no fos reconegut com a campionat important a l'LPGA Tour el 2001.

### Victòries del Ladies European Tour (17)
| Núm | Data        | Torneig                               | Puntuació guanyadora  | Marge de victòria | Subcampió(ns)                                 |
| --- | ----------- | ------------------------------------- | --------------------- | ----------------- | --------------------------------------------- |
| 1   | 18 Jun 1995 | OVB Damen Open Austria                | −22 (66-69-67-68=270) | 3 strokes         | Laura Davies                                  |
| 2   | 2 Jul 1995  | Hennessy Cup                          | −17 (68-70-65-68=271) | 1 stroke          | Liselotte Neumann                             |
| 3   | 25 Aug 1996 | Trygg Hansa Ladies' Open              | −13 (70-70-70-69=279) | 1 stroke          | Joanne Morley Alison Nicholas                 |
| 4   | 24 Aug 1997 | Compaq Open                           | −11 (67-67-73-70=277) | 6 strokes         | Catrin Nilsmark                               |
| 5   | 23 Aug 1998 | Compaq Open (2)                       | −9 (70-71-71-67=279)  | 10 strokes        | Helen Alfredsson Johanna Head Catrin Nilsmark |
| 6   | 17 Jun 2000 | Evian Masters1                        | −12 (70-68-70-68=276) | Playoff           | Karrie Webb                                   |
| 7   | 24 Feb 2002 | ANZ Ladies Masters3 (2)               | −10 (74-64-71-69=278) | Playoff           | Karrie Webb                                   |
| 8   | 15 Jun 2002 | Evian Masters1 (2)                    | −19 (68-67-65-69=269) | 4 strokes         | Maria Hjorth Mi Hyun Kim                      |
| 9   | 18 Aug 2002 | Compaq Open (3)                       | −17 (67-66-68-70=271) | 4 strokes         | Sophie Gustafson                              |
| 10  | 3 Aug 2003  | Women's British Open1                 | −10 (68-72-68-70=278) | 1 stroke          | Se Ri Pak                                     |
| 11  | 29 Feb 2004 | ANZ Ladies Masters3 (2)               | −19 (69-70-65-65=269) | 4 strokes         | Karen Stupples                                |
| 12  | 8 Aug 2004  | HP Open (4)                           | −13 (70 72 69 64=275) | 2 strokes         | Carin Koch                                    |
| 13  | 7 Aug 2005  | Scandinavian TPC hosted by Annika (5) | −4 (70-75-67-72=284)  | 1 stroke          | Natalie Gulbis                                |
| 14  | 13 Aug 2006 | Scandinavian TPC hosted by Annika (6) | −21 (66 71 69 65=271) | 1 stroke          | Lorena Ochoa                                  |
| 15  | 29 Oct 2006 | Dubai Ladies Masters                  | −18 (65-68-68-69=270) | 6 strokes         | Helen Alfredsson                              |
| 16  | 19 Dec2007  | Dubai Ladies Masters (2)              | −10 (70-70-68-70=278) | 2 strokes         | Laura Davies Iben Tinning                     |
| 17  | 2 Nov 2008  | Suzhou Taihu Ladies Open              | −13 (69-69-65=203)    | Playoff           | Ye Li-ying                                    |

Rècord de playoffs del Ladies European Tour (3–0)
| Núm | Any  | Torneig                     | Oponent(s)         | Resultat                                        |
| --- | ---- | --------------------------- | ------------------ | ----------------------------------------------- |
| 1   | 2000 | Evian Masters 1             | </img> Karrie Webb | Va guanyar amb eagle al primer forat extra      |
| 2   | 2002 | ANZ Ladies Masters 3        | </img> Karrie Webb | Va guanyar al quart forat extra                 |
| 3   | 2008 | Open femení de Suzhou Taihu | </img> Ye Li-ying  | Va guanyar amb birdie al segon forat addicional |

Nota: Sörenstam va guanyar el campionat d'Evian (anteriorment anomenat Evian Masters) dues vegades abans de ser reconegut com a campionat important a la gira LPGA el 2013.

### Victòries ALPG Tour (4)
- 1994 Holden Femení Open d'Austràlia
- 1995 Australian Ladies Masters
- 2002 ANZ Ladies Masters 3 (2)
- 2004 ANZ Ladies Masters 3 (3)

### Victòries de la LPGA of Japan Tour (7)
- 1997 Hisako Higuchi Kibun Classic
- 2001 Mizuno Classic 2
- 2002 Mizuno Classic 2 (2)
- Copa Nichirei 2003
- 2003 Mizuno Classic 2 (3)
- 2004 Mizuno Classic 2 (4)
- 2005 Mizuno Classic 2 (5)

### Victòries del Swedish Golf Tour (4)
- 1990 Kanthal-Höganäs Open (com a amateur)
- 1990 Stora Lundby Ladies Open (com a amateur)
- 1991 Ängsö Ladies Open (com a amateur)
- 1993 Höganäs Dames Open

### Altres victòries (2)
- 1997 JCPenney/LPGA Skins Game (torneig no oficial al LPGA Tour)
- Copa del Món de Golf Femení de 2006 (esdeveniment per equips amb Liselotte Neumann) (torneig no oficial al LPGA Tour i al Ladies European Tour)

Notes
- 1 Co-patrocinat per LPGA Tour i Ladies European Tour
- 2 Co-patrocinat per LPGA Tour i LPGA of Japan Tour
- 3 Co-patrocinat per ALPG Tour i Ladies European Tour

### Victòries del Legends Tour (1)
| Llegenda                                  |
| Campionats importants de Legends Tour (1) |
| Tour d'altres llegendes (0)               |

| Núm | Data              | Torneig                              | Resultat guanyador    | Marge de victòria | Subcampionat(s).  |
| --- | ----------------- | ------------------------------------ | --------------------- | ----------------- | ----------------- |
| 1   | 1 d'agost de 2021 | Open dels Estats Units sènior femení | -12 (67-69-72-68=276) | 8 cops            | Liselotte Neumann |